# Motorvägar i Albanien

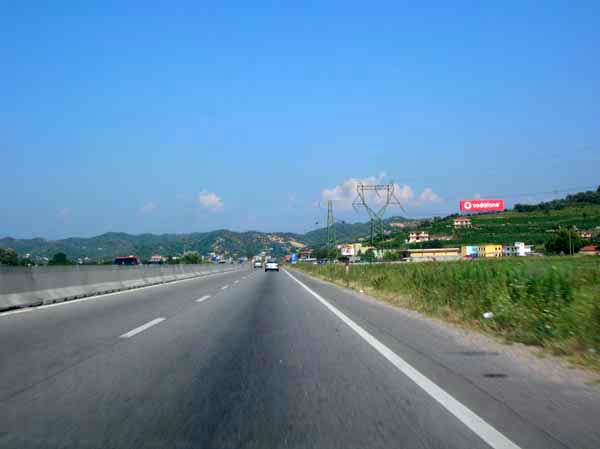
Tirana - Durrës.

Det finns ett mindre antal motorvägar i Albanien.

## Motorvägssträckor i Albanien
- A1 : Thumane - Milot - Rreshen - Kukes  - gränsen till Kosovo
- A2: Fier (Levan) - Vlore

### Kommande byggen
Albanien-Kosovo-motorvägen byggs från Rrëshen till Kalimash i Albanien. Detta för att kopplas ihop med vägen från Durres via Kukës till Morinë i Albanien. Vid gränsövergången till Kosovo startar den i Vërmica och går till Pristina, vilket ska underlätta transporter och resor mellan Kosovo och Albanien, och ska locka flera turister. Motorvägsprojektet väntas vara klart 2014.

## Motortrafikleder
- SH1: Vora - Fushë Kruja - Milot - Lezha - Shkodra, ger en snabb förbindelse till närheten av gränsen till Montenegro
- SH2: Durrës - Tirana
- SH3: Tirana - Elbasan - Librazhd - Pogradec - Korce - Kapshtice
- SH4: Durres - Rrogozhina - Fier - Gjirokastra - Kakavija
- SH5: Shkodra - Puka - Kukës
- SH6: Milot - Burrel - Bulqiza - Peshkopi
- SH7: Rrogozhina - Elbasan
- SH8: Fier - Vlora - Saranda
- SH9: Qafë Thana - SH3

### Kommande byggen
- SH1: Shkodra - Han i Hotit - gränsen till Montenegro
- SH4: Durrës - Rrogozhina
- SH4: Fier - Tepelena
- A2:  Fier - Vlora

## Europavägar
Det finns idag inga europavägar i Albanien, men det kommer troligen snart eftersom landet skrev under konventionen om europavägar år 2006, vilket bekräftades av FN:s organ UNECE som ansvarar för europavägar.